# محافظة حريملاء
محافظة حريملاء هي محافظة تتبع لإمارة منطقة الرياض في المملكة العربية السعودية.

## التسمية
ويرجح الباحث حمد الجاسر في مؤلفه «الرياض عبر أطوار التاريخ» أن حريملاء تصغير لحريملاء الواردة في الشعر الجاهلي على لسان الشاعر أوس بن حجر حيث قال:
والآراء متضاربة حول سبب التسمية فمن قال أن حريملاء اسم للروضة التي تشغل معظمها المزارع والمساكن حالياً ومن قال إنه اسم لمورد ماء كان يورد في الجاهلية ومن قال إن هذا الاسم منبثق من كثرة شجيرات الحرمل في روضة حريملاء (شعيب حريملاء) والرأي عندنا أن هذه الآراء كلها تصب في مصب متقارب ليس فيه كبير خلاف فالتوفيق بينهما ممكن والتشابه ظاهر بيّن.
وأيضا أن اهلها قالوا أن تسميتها بهذا الاسم لوجود نبات (الحرمل) بكثرة فيها تسمى أيضا بالشريفا .

## الموقع والمساحة
تقع المحافظة على ضفتي وادي الشعيب المعروف قديماً بوادي قران عند تقاطع دائرة العرض (46,8°) شمالاً بخط الطول (25,8°) شرقاً شمال غربي مدينة ((الرياض)) على بعد (86) كيلو متراً. يحدها من الشمال محافظة رماح ومحافظة ثادق ومن الجنوب محافظة الدرعية ومحافظة ضرما ومن الشرق مدينة الرياض ومحافظة رماح ومن الغرب محافظة ثادق.
وتشكل مدينة حريملاء مقر المحافظة، وتتبعها بلدان القرينة وملهم وصلبوخ والبرة والعويند ودقلة. وحريملاء هي حاضرة المنطقة وبها مقر الدوائر الحكومية التي تشمل خدماتها سائر بلدان وادي الشعيب.
وتبلغ مساحتها 1480 كلم2.

## السكان
- بلغ عدد سكان محافظة حريملاء (21,758) نسمة حسب تعداد السعودية 2022، عدد السعوديين (12,724) نسمة، وعدد غير السعوديين (9,034) نسمة.[2]
- بلغ عدد سكانها 15324 نسمة (2016 م).

## آثار حريملاء
- سور حامي أبو ريشة
- سور الحسيان
- سور العقدة
- سور ابن قاسم
- قلعة حريملاء
- سور الجماعة
- دار الشيخ محمد بن عبد الوهاب.[3]

## المناطق السياحية في حريملاء
- شعيب حريملاء
- سد حريملاء
- سد الملية بالقرينه
- سد ملهم
- وادي الشعبة
- وادي الشريج
- وادي بالسدر
- وادي الأبرق
- وادي أبو قتادة
- وادي أبو خشبه
- وادي الياطة
- روضة الخفس
- شعيب صلبوخ
- شعيب غبانة
- شعيب وادي ملهم
- شعيب وادي الدباحية
- شعيب باعج
- مطل المهوى
- سد البره
- وادي حرقان بغيانه
- شعيب دقله
- قطار رميثه.[4]

## انظر ايضاً
- قائمة محافظات السعودية

## وصلات خارجية
- الموقع الرسمي